# Березенкина, Зинаида Фёдоровна
Зинаида Фёдоровна Березенкина (23 октября 1931, Коржевка, Средневолжский край — 15 августа 2018, Коржевка, Ульяновская область) — доярка колхоза имени Жданова Инзенского района Ульяновской области, полный кавалер ордена Трудовой Славы (1983).

## Биография
Родилась 23 октября 1931 года в селе Коржевка Инзенского района Ульяновской области, в крестьянской семье. Окончила семилетнюю местную школу.
Трудиться начала с раннего возраста. Пришла работать на ферму колхоза имени Жданова. Неоднократно становилась победителем социалистического соревнования. Получала свыше 5000 кг молока от каждой коровы в год.
Указом Президиума Верховного Совета СССР от 14 февраля 1975 года за достигнутые успехи в социалистическом соревновании была награждена орденом Трудовой Славы III степени.
Указом Президиума Верховного Совета СССР от 23 декабря 1976 года за достигнутые успехи в социалистическом соревновании была награждена орденом Трудовой Славы II степени.
Указом Президиума Верховного Совета СССР от 21 декабря 1983 года за успехи при выполнение заданий и принятых обязательств по увеличению производства молока была награждена орденом Трудовой Славы I степени. Стала полным кавалером ордена Трудовой Славы.
Избиралась депутатом Ульяновского областного Совета народных депутатов[когда?].
Проживала в родном селе Коржевка. Скончалась 15 августа 2018 года.

## Награды и звания
- Орден Трудовой Славы I (21.12.1983), II (23.12.1976) и III (14.02.1975) степеней.
- Почётный гражданин Инзенского района Ульяновской области (2017).
- Имя З. Ф. Березенкиной занесено в Книгу почёта «Материнская слава» Ульяновской области.